# Liste der Landschaftsschutzgebiete in Vorarlberg
Die Liste der Landschaftsschutzgebiete in Vorarlberg enthält die drei Landschaftsschutzgebiete, die auf Grund des Vorarlberger Naturschutzrechts ausgewiesen sind.

## Liste der Landschaftsschutzgebiete
| Foto |  | Name             | ID | Bezirk    | Standort                       | Beschreibung | Fläche    | Datum      |
| ---- |  | ---------------- | -- | --------- | ------------------------------ | --- | --------- | ---------- |
| 1    |  | Sandgrube        |    | Feldkirch | Mäder, Altach Standort         | Ein ökologisch wertvoller Baggersee, der mit umgebenden Uferbereichen und Gehölzbestand geschützt ist. | 4,24 ha   | 29.10.1976 |
| 1    |  | Lauteracher Ried |    | Bregenz   | Lauterach, Hard Standort       | Eines der größten zusammenhängenden naturnahen Gebiete des unteren Rheintals mit einer offenen Moorlandschaft im Süden und einem großen Baumbestand an Birken und Eichen im nördlichen Teil; wichtiger Lebensraum für Wiesenbrüter wie den Brachvogel und den Wachtelkönig. Auch Natura-2000-Gebiet. Enthält mehrere Teilflächen des Streuewiesenbiotopverbund Rheintal-Walgau. Grenzt an das Natura-2000-Gebiet Soren, Gleggen – Köblern, Schweizer Ried und Birken – Schwarzes Zeug. | 579,71 ha | 13.11.1997 |
| 1    |  | Kanisfluh        |    | Bregenz   | Au, Mellau, Schnepfau Standort | Der markanteste und in seiner Gestalt eigenständigste Berg des Bregenzerwaldes. | 811,44 ha | 23.06.2020 |